# Мутомбо, Дикембе
Дикембе Мутомбо Мполондо Мукамба Жан-Жак Вамутомбо (лингала Dikembe Mutombo Mpolondo Mukamba Jean-Jacques Wamutombo; 25 июня 1966, Леопольдвиль — 30 сентября 2024, Атланта), более известный как Дике́мбе Муто́мбо (лингала Dikembe Mutombo) — конголезский баскетболист, выступавший в Национальной баскетбольной ассоциации на протяжении 18 сезонов за команды «Денвер Наггетс», «Атланта Хокс», «Филадельфия Севенти Сиксерс», «Нью-Джерси Нетс», «Нью-Йорк Никс» и «Хьюстон Рокетс». Считается мастером блок-шотов и оборонительной игры. Четыре раза становился лучшим оборонительным игроком НБА, восемь раз участвовал в матче всех звёзд НБА, шесть раз включался в сборные всех звёзд защиты и три раза в сборные всех звёзд НБА. Занимает второе место в НБА по абсолютному показателю блок-шотов за карьеру, уступая только Хакиму Оладжьювону.
Выходец из народа луба, владеет английским, испанским, португальским, французским и ещё пятью африканскими языками. Имеет также гражданство США. 21 апреля 2009 года после травмы колена, полученной в матче серии плей-офф против «Портленд Трэйл Блэйзерс», Мутомбо объявил о завершении баскетбольной карьеры.
Мутомбо активно занимается благотворительной деятельностью. В 1997 году организовал Фонд Дикембе Мутомбо, самым большим достижением которого является строительство современной больницы в Киншасе. За свою деятельность Мутомбо удостаивался множества наград, в том числе приза имени Дж. Уолтера Кеннеди, Laureus World Sports Awards, President’s Volunteer Service Award. В 2007 году за свои заслуги он был приглашён на ежегодное обращение «О положении страны» президента США Джорджа Буша, в которой президент отметил: «Мы с гордостью называем его сыном Конго и гражданином США».
11 сентября 2015 года он был введен в Зал славы баскетбола.

## Ранние годы
Дикембе Мутомбо родился 25 июня 1966 года в столице Демократической Республики Конго Леопольдвиле за несколько дней до официального переименования города в Киншасу. Его отец, Самюэль, был школьным директором, а мать, Бьямба Мари, занималась воспитанием десяти детей (восьми мальчиков и двух девочек), седьмым из которых был Дикембе. Его семья имела средний уровень доходов, поэтому он жил в довольно приличных условиях, посещал школу, где работал его отец, а каждое воскресенье вместе с семьёй ходил в протестантскую церковь. С раннего детства отец обучал детей как вести бизнес и зарабатывать деньги. Поэтому Дикембе с братьями и сёстрами продавал хлеб, жевательную резинку и конфеты на улице. В школе он занимался лёгкой атлетикой и единоборствами, играл в футбол на позиции вратаря. На школьном дворе было также баскетбольное кольцо, но Мутомбо баскетбол не любил и никогда не думал, что начнёт в него играть. Хотя все в его семье были высокого роста, Дикембе перерос членов своей семьи и уже в школе его рост превышал 2 метра.

## Университет Джорджтауна
В 1987 году Мутомбо приехал в США, чтобы получить образование в Джорджтаунском университете на стипендию Агентства США по международному развитию, планируя стать доктором и, вернувшись домой, открыть свою практику. Президент университета предложил Дикембе вступить в баскетбольную команду, но, так как Мутомбо был студентом по обмену, он смог вступить в неё только в следующем году. Мутомбо познакомился с тренером университетской команды «Хойяс» Джоном Томпсоном и рассказал тому, что неплохо ловит мяч, так как в детстве был вратарём. Тренер предложил Дикембе позаниматься с командой и обнаружил, что тот действительно хорошо ловит мяч, высоко прыгает, однако имеет проблемы с физической подготовкой. В следующем году Мутомбо официально вступил в команду. С Томпсоном у них установились хорошие отношения, и Дикембе относился к нему как к отцу. Из-за типографской ошибки в газете написали, что рост Мутомбо 155 см, а так как его мало знали в кампусе, все были сильно удивлены, кого это тренер взял в команду. После ухода из университета Патрика Юинга в 1985 году «Джорджтаун Хойяс» испытывали трудности с центровыми. Грэди Мэтин был малоэффективным, а Бен Гиллери часто выходил на замены всего на несколько минут из-за плохой игры в атаке. В том же 1988 году в университетской команде появился ещё один центровой — лучший баскетболист среди школьников предыдущего года и в будущем второй номер драфта 1992 года Алонзо Моурнинг. В первом сезоне Мутомбо ещё мало что умел в баскетболе, поэтому выходил в основном только на замену и проводил на площадке в среднем всего 11 минут за игру, набирая 3,9 очка и делая 3,3 подбора. Однако его процент попадания с игры 70,7 % был одним из лучших за последние 22 года в университете. К тому же, в своём дебютном сезоне он смог сделать 75 блок-шотов, включая рекордные для NCAA 12 блок-шотов за игру, которые он произвёл в матче против университета Сент-Джонс.
В сезоне 1989/90 Мутомбо улучшил свои показатели. Дикембе много работал над собой, и его прогресс нельзя было не заметить. Тренер стал больше ему доверять, и Мутомбо начал выходить в стартовом составе. Томпсон создал из двух центровых дуэт, который болельщики назвали Rejection row, что можно перевести с английского как «линия отмены», подразумевая способность этой пары делать блок-шоты и закрывать подходы к своему кольцу. В сезоне Дикембе вышел в стартовой пятёрке в 24 из 31 игр, а его время на площадке увеличилось до 26 минут, что позволило ему в среднем набирать по 10,7 очка и делать 10,5 подбора. Несмотря на помощь Дикембе, команда вылетела во втором раунде турнира NCAA. По результатам сезона он был включён в первую сборную всех звёзд конференции.
В первой игре сезона 1990/91 Мутомбо сделал третий трипл-дабл в истории университета. В матче против Гавайи Лоа он набрал 32 очка, сделал 21 подбор и 11 блок-шотов. Дикембе установил свой рекорд результативности в одной игре, набрав 34 очка в игре против Государственного университета Джейсон. В 16 подряд играх Мутомбо был лидером команды по подборам, а в финальной серии конференции за три игры он набрал 34 очка и сделал 44 подбора. По результатам сезона Дикембе был включён в сборную всех звёзд конференции и во всеамериканскую команду. Всего за три года из человека, никогда до этого не державшего в руках баскетбольный мяч, Мутомбо превратился в одного из самых перспективных молодых центровых. За время выступлений в «Джорджтаун Хойяс» он в среднем набирал 9,9 очка, делал 8,6 подбора и 3,7 блок-шота за игру и стал третьим по количеству сделанных блок-шотов и восьмым по количеству подборов за карьеру в университете.
Во время учёбы Мутомбо работал летним интерном, один раз в Конгрессе США и один раз во Всемирном банке. В 1991 году Мутомбо получил степень бакалавра лингвистики и дипломатии.

## Карьера в НБА

### Денвер Наггетс
26 июня 1991 года на драфте НБА Мутомбо был выбран в первом раунде командой «Денвер Наггетс» под четвёртым номером, после Ларри Джонсона («Шарлотт Хорнетс»), Кенни Андерсона («Нью-Джерси Нетс») и Билли Оуэнса («Сакраменто Кингз»). Для управления своим контрактом и финансами Дикембе нанял организацию ProServ и Дэвида Фалка. Деньги, получаемые по контракту, он планировал не тратить на дорогие покупки, а положить на банковский счёт. Дебют Дикембе в НБА состоялся 1 ноября в выездной игре против «Голден Стэйт Уорриорз». В этом матче Мутомбо вышел в стартовом составе, стал вторым по результативности в команде, набрав 18 очков, сделав 16 подборов и 3 блок-шота, однако его команда проиграла со счётом 105—108. В своём дебютном сезоне он набирал в среднем 16,6 очка, делал 12,3 подбора и 3 блок-шота за игру. Благодаря своим успехам он был приглашён для участия в матче всех звёзд НБА, а также включён в сборную новичков НБА и занял второе место в голосовании за звание «Новичок года НБА», которое досталось Ларри Джонсону.
Сезон 1992/93 «Наггетс» начали с новым тренером — Дэном Исслом. Под его руководством команда одержала в сезоне на 12 побед больше, чем в предыдущем, и немного не дотянула до выхода в плей-офф. В сезоне 1993/94, во многом благодаря действиям Мутомбо в защите, команде удалось стать восьмой в Западной конференции и попасть в плей-офф. В первом раунде «Наггетс» встретились с самой сильной командой лиги «Сиэтл Суперсоникс». Проиграв первые два матча, клуб из Денвера сумел собраться и одержать победу в следующих двух. В третьем поединке Мутомбо смог набрать 15 подборов и сделать 8 блок-шотов. На последних секундах овер-тайма Дикембе сделал решающий подбор и удержал мяч до финальной сирены. Эта победа в серии стала первой в истории НБА, когда команда, занявшая 8-е место в конференции, смогла одержать победу над лидером регулярного чемпионата. За пять игр плей-офф Мутомбо сделал 31 блок-шот, установив рекорд для серий из пяти игр. Во втором раунде «Наггетс» встретились c «Ютой Джаз». Проиграв, как и в первом раунде, три стартовые игры, команда, во многом благодаря игре Мутомбо в обороне, сумела сравнять счет, но всё-таки уступила в решающей 7 игре. Конголезец в среднем в играх плей-офф набирал по 13,3 очка, делая 12 подборов и 5,8 блок-шота.
В сезоне 1994/95 один из ведущих игроков клуба ЛаФонсо Эллис получил травму, руководство клуба поменяло трёх главных тренеров. Мутомбо третий сезон подряд вышел в стартовом составе во всех 82 играх чемпионата и набирал в среднем за игру 11,5 очка и делал 12,5 подбора и 3,9 блок-шота. За свою игру в обороне он получил свой первый титул лучшего оборонительного игрока, был включён во вторую сборную всех звёзд защиты и принял участие в матче всех звёзд НБА.
В своём последнем сезоне в Денвере Мутомбо в среднем набирал по 11 очков за игру и делал 11,8 подбора и 4,5 блок-шота за игру. В середине сезона Дикембе получил травму левой лодыжки и 17 февраля 1996 года не смог выйти на матч против «Шарлотт Хорнетс», таким образом прервав серию из 295 выходов на площадку, что является третьим результатом в истории НБА. К концу сезона Мутомбо начал говорить, что скорее всего покинет команду по окончании контракта в качестве свободного агента. Неудовлетворенность действиями главного тренера и генерального менеджера, а также сомнительные перспективы команды привели к тому, что Мутомбо в конце сезона подписал контракт с «Атлантой Хокс». Команда из Атланты предложила центровому 55 млн долларов за пятилетний контракт.

### Атланта Хокс
В отличие от «Наггетс», «Хокс» была одной из сильнейших команд Восточной конференции, дошедшей в прошлом сезоне до полуфинала конференции. Партнёрами Мутомбо по клубу стали атакующий защитник Стив Смит, форварды Кристиан Леттнер и Тайрон Корбин, а также один из лучших защитников лиги Муки Блэйлок. В дебютном сезоне в новой команде Мутомбо завоевал свой второй титул лучшего оборонительного игрока, став вторым в чемпионате по количеству сделанных подборов и блок-шотов. Его партнёр по защите Блэйлок стал лидером чемпионата по перехватам. Удачные действия обоих игроков в защите позволили клубу стать одной из самых крепких защитных команд НБА в том сезоне. «Хокс» стали четвёртыми в конференции и смогли пройти до второго раунда в плей-офф, где проиграли будущим чемпионам «Чикаго Буллз», возглавляемым Майклом Джорданом.
В сезоне 1997/98 Мутомбо второй раз подряд завоевал титул лучшего оборонительного игрока, был включён в сборные лучших игроков НБА и лучших игроков защиты, а также снова принял участие в матче всех звёзд. В сезоне он вышел на площадку во всех 82 матчах, проводя на площадке более 35 минут, набирая 13,4 очка и делая 11,4 подбора и 3,4 блок-шота за игру. Команда опять преодолела порог в 50 побед и вышла в плей-офф, где проиграла в первом раунде.
В укороченном до 50 игр сезоне 1998/99 Мутомбо продолжил показывать хорошую игру в защите и был включён во вторую сборную всех звёзд защиты. Он стал победителем IBM Award, премии игрока года, определяемого компьютером. «Хокс» же опять не смогли пройти далее второго раунда плей-офф.
В сезоне 1999/00 Мутомбо стал лидером регулярного чемпионата по подборам, однако команда одержала всего 28 побед в чемпионате и не попала в плей-офф. Клуб вошёл в затянувшийся процесс перестройки и, понимая, что чемпионство в этом клубе ему не завоевать, Мутомбо начал подумывать о переходе. Контракт с Дикембе завершался в конце сезона 2000/01, и руководство «Хокс» приняло решение обменять его в «Филадельфию Севенти Сиксерс» на Тео Рэтлиффа, Тони Кукоча и Назра Мохаммеда ещё в середине сезона.

### Филадельфия Севенти Сиксерс

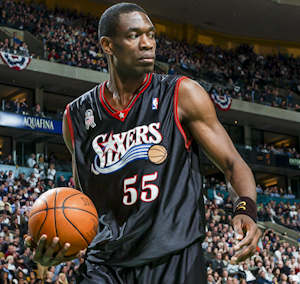
Мутомбо во время сезона годов

Филадельфия нуждалась в хорошем центровом, чтобы заменить подверженного постоянным травмам Тео Рэтлиффа. Таким образом, посредине сезона Мутомбо перешёл из команды-аутсайдера в команду претендента на чемпионский титул. Дикембе оказался в клубе с ещё одним выпускником университета Джорджтауна — Алленом Айверсоном, который положительно высказывался о его переходе в команду. Сам Дикембе также высказывал надежду, что в Филадельфии сможет завоевать свой первый чемпионский перстень. В то время как будущий самый ценный игрок чемпионата поражал кольцо соперника, Дикембе стал надёжной защитой своего кольца. В новой команде Мутомбо набирал по 11,7 очка за игру, делая 12,4 подбора и 2,5 блок-шота. Это позволило ему в четвёртый раз стать лучшим оборонительным игроком чемпионата, а также лидером чемпионата по подборам и попасть во все символические сборные. Его партнёр по команде Айверсон стал самым ценным игроком чемпионата, Аарон Макки — лучшим шестым игроком, а тренер Ларри Браун — тренером года НБА. В этом сезоне Филадельфия дошла до финала, где проиграла «Лос-Анджелес Лейкерс» 4—1.
В финале чемпионата ожидалось сразу несколько противостояний: Айверсон против Коби Брайанта и Шакил О’Нил против Мутомбо, а также тренерская дуэль Ларри Брауна и Фила Джексона. Но, несмотря на все старания, конголезец по всем параметрам проиграл своему визави из «Лейкерс». В первой игре Мутомбо мог принести победу Филадельфии ещё в основное время, но промахнулся два раза со штрафной линии, и игра перешла в овер-тайм. Во второй игре О’Нил доминировал на площадке, чуть не сделав крайне редкий квадрупл-дабл, набрав 28 очков, 20 подборов, 9 передач и 8 блок-шотов, на что Мутомбо мог противопоставить только 16 очков и 13 подборов. Третий матч также начался с доминирования О’Нила и Брайанта на площадке. Во второй половине благодаря стараниям Айверсона и Мутомбо филадельфийцы смогли сократить отставание до 5 очков. За 2 минуты до конца четвёртой четверти Браун решил посадить Дикембе на скамейку запасных и попробовать прессинговать оппонентов. Эта тактика не принесла успеха, и «Лейкерс» выиграли вторую игру подряд. В четвёртой игре Мутомбо играл в более атакующий баскетбол и смог несколько раз поразить кольцо противника со средней дистанции, но так и не смог справиться с центровым «Лейкерс». Во время финальной серии О’Нил высказывал удивление, что Мутомбо получил титул лучшего оборонительного игрока, хотя он падает при любом прикосновении. После победы в первом матче «Севенти Сиксерс» проиграла в последующих четырёх. «Лейкерс» завоевали второе подряд чемпионство, а О’Нил был признан самым ценным игроком финала.
Во время этого сезона Дикембе Мутомбо получил Приз имени Дж. Уолтера Кеннеди за свою благотворительную деятельность, направленную на улучшение жизни в его родной стране и строительство больницы в Киншасе. Как свободный агент, Мутомбо продлил свой контракт по окончании сезона, однако Филадельфия побоявшись, что его статистика может ухудшиться, продала его в команду «Нью-Джерси Нетс».
| Статистика выступлений Дикембе Мутомбо и Шакила О’Нила в финале сезона 2000/01 | Статистика выступлений Дикембе Мутомбо и Шакила О’Нила в финале сезона 2000/01 | Статистика выступлений Дикембе Мутомбо и Шакила О’Нила в финале сезона 2000/01 | Статистика выступлений Дикембе Мутомбо и Шакила О’Нила в финале сезона 2000/01 | Статистика выступлений Дикембе Мутомбо и Шакила О’Нила в финале сезона 2000/01 | Статистика выступлений Дикембе Мутомбо и Шакила О’Нила в финале сезона 2000/01 | Статистика выступлений Дикембе Мутомбо и Шакила О’Нила в финале сезона 2000/01 | Статистика выступлений Дикембе Мутомбо и Шакила О’Нила в финале сезона 2000/01 | Статистика выступлений Дикембе Мутомбо и Шакила О’Нила в финале сезона 2000/01 | Статистика выступлений Дикембе Мутомбо и Шакила О’Нила в финале сезона 2000/01 | Статистика выступлений Дикембе Мутомбо и Шакила О’Нила в финале сезона 2000/01 | Статистика выступлений Дикембе Мутомбо и Шакила О’Нила в финале сезона 2000/01 | Статистика выступлений Дикембе Мутомбо и Шакила О’Нила в финале сезона 2000/01 | Статистика выступлений Дикембе Мутомбо и Шакила О’Нила в финале сезона 2000/01 | Статистика выступлений Дикембе Мутомбо и Шакила О’Нила в финале сезона 2000/01 | Статистика выступлений Дикембе Мутомбо и Шакила О’Нила в финале сезона 2000/01 | Статистика выступлений Дикембе Мутомбо и Шакила О’Нила в финале сезона 2000/01 | Статистика выступлений Дикембе Мутомбо и Шакила О’Нила в финале сезона 2000/01 | Статистика выступлений Дикембе Мутомбо и Шакила О’Нила в финале сезона 2000/01 | Статистика выступлений Дикембе Мутомбо и Шакила О’Нила в финале сезона 2000/01 | Статистика выступлений Дикембе Мутомбо и Шакила О’Нила в финале сезона 2000/01 | Статистика выступлений Дикембе Мутомбо и Шакила О’Нила в финале сезона 2000/01 | Статистика выступлений Дикембе Мутомбо и Шакила О’Нила в финале сезона 2000/01 | Статистика выступлений Дикембе Мутомбо и Шакила О’Нила в финале сезона 2000/01 | Статистика выступлений Дикембе Мутомбо и Шакила О’Нила в финале сезона 2000/01 | Статистика выступлений Дикембе Мутомбо и Шакила О’Нила в финале сезона 2000/01 | Статистика выступлений Дикембе Мутомбо и Шакила О’Нила в финале сезона 2000/01 | Статистика выступлений Дикембе Мутомбо и Шакила О’Нила в финале сезона 2000/01 | Статистика выступлений Дикембе Мутомбо и Шакила О’Нила в финале сезона 2000/01 | Статистика выступлений Дикембе Мутомбо и Шакила О’Нила в финале сезона 2000/01 | Статистика выступлений Дикембе Мутомбо и Шакила О’Нила в финале сезона 2000/01 |
|                                                                                | 1                                                                              | 1                                                                              | 1                                                                              | 1                                                                              | 1                                                                              | 2                                                                              | 2                                                                              | 2                                                                              | 2                                                                              | 2                                                                              | 3                                                                              | 3                                                                              | 3                                                                              | 3                                                                              | 3                                                                              | 4                                                                              | 4                                                                              | 4                                                                              | 4                                                                              | 4                                                                              | 5                                                                              | 5                                                                              | 5                                                                              | 5                                                                              | 5                                                                              | Всего                                                                          | Всего                                                                          | Всего                                                                          | Всего                                                                          | Всего                                                                          |
| ------------------------------------------------------------------------------ | ------------------------------------------------------------------------------ | ------------------------------------------------------------------------------ | ------------------------------------------------------------------------------ | ------------------------------------------------------------------------------ | ------------------------------------------------------------------------------ | ------------------------------------------------------------------------------ | ------------------------------------------------------------------------------ | ------------------------------------------------------------------------------ | ------------------------------------------------------------------------------ | ------------------------------------------------------------------------------ | ------------------------------------------------------------------------------ | ------------------------------------------------------------------------------ | ------------------------------------------------------------------------------ | ------------------------------------------------------------------------------ | ------------------------------------------------------------------------------ | ------------------------------------------------------------------------------ | ------------------------------------------------------------------------------ | ------------------------------------------------------------------------------ | ------------------------------------------------------------------------------ | ------------------------------------------------------------------------------ | ------------------------------------------------------------------------------ | ------------------------------------------------------------------------------ | ------------------------------------------------------------------------------ | ------------------------------------------------------------------------------ | ------------------------------------------------------------------------------ | ------------------------------------------------------------------------------ | ------------------------------------------------------------------------------ | ------------------------------------------------------------------------------ | ------------------------------------------------------------------------------ | ------------------------------------------------------------------------------ |
|                                                                                | MP                                                                             | TRB                                                                            | AST                                                                            | BLK                                                                            | PTS                                                                            | MP                                                                             | TRB                                                                            | AST                                                                            | BLK                                                                            | PTS                                                                            | MP                                                                             | TRB                                                                            | AST                                                                            | BLK                                                                            | PTS                                                                            | MP                                                                             | TRB                                                                            | AST                                                                            | BLK                                                                            | PTS                                                                            | MP                                                                             | TRB                                                                            | AST                                                                            | BLK                                                                            | PTS                                                                            | MP                                                                             | TRB                                                                            | AST                                                                            | BLK                                                                            | PTS                                                                            |
| Мутомбо                                                                        | 44                                                                             | 16                                                                             | 0                                                                              | 5                                                                              | 13                                                                             | 36                                                                             | 13                                                                             | 1                                                                              | 1                                                                              | 16                                                                             | 42                                                                             | 12                                                                             | 0                                                                              | 2                                                                              | 23                                                                             | 44                                                                             | 9                                                                              | 0                                                                              | 1                                                                              | 19                                                                             | 42                                                                             | 11                                                                             | 1                                                                              | 2                                                                              | 13                                                                             | 208                                                                            | 61                                                                             | 2                                                                              | 10                                                                             | 84                                                                             |
| О’Нил                                                                          | 52                                                                             | 20                                                                             | 5                                                                              | 0                                                                              | 44                                                                             | 45                                                                             | 20                                                                             | 9                                                                              | 8                                                                              | 28                                                                             | 41                                                                             | 12                                                                             | 3                                                                              | 4                                                                              | 30                                                                             | 42                                                                             | 14                                                                             | 5                                                                              | 0                                                                              | 34                                                                             | 45                                                                             | 13                                                                             | 2                                                                              | 5                                                                              | 29                                                                             | 225                                                                            | 79                                                                             | 24                                                                             | 17                                                                             | 165                                                                            |

### Нью-Джерси Нетс
«Нью-Джерси Нетс» отдали за Мутомбо двух игроков стартовой пятёрки — центрового Тода Маккаллоча и нападающего Кита Ван Хорна. Имея в своём составе одних из лучших игроков чемпионата в нападении — Джейсона Кидда и Кеньона Мартина, команда надеялась, что один из лучших игроков в защите в последние годы поможет построить надёжную оборону. Однако из-за тяжёлой травмы Мутомбо пропустил почти весь сезон, сыграв всего 24 игры, в основном выходя на замену. Несмотря на это клуб смог завершить регулярный чемпионат с результатом 49—33 и выйти в плей-офф. В плей-офф «Нетс» обыграли «Милуоки Бакс», «Бостон Селтикс» и «Детройт Пистонс», а в финале чемпионата проиграли «Сан-Антонио Спёрс». Мутомбо выходил на замену всего в 10 играх, в среднем проводя в игре 11 минут, зарабатывая 1,8 очка и делая 2,7 подбора.

### Нью-Йорк Никс
В октябре 2003 года «Нетс» выкупили его контракт, заплатив 27,5 из 37,5 млн долларов, и отказались от его услуг. Мутомбо решил подписать двухлетний контракт с клубом, который уже дважды до этого пытался купить его (первый раз в 2001 году, а второй — летом 2003 года) — «Нью-Йорк Никс». Команда заплатила за центрового 8,5 млн долларов. В «Никс» Дикембе стал первым чистым центровым с 2000 года, когда команду покинул Патрик Юинг. Руководство клуба и главный тренер надеялись, что с Мутомбо команда станет намного лучше играть в защите, и несмотря на то, что за последние 3 сезона показатели Дикембе снизились, в «Никс» его игра будет более продуктивной и он поможет команде одерживать победы. В новой команде большую часть сезона конголезец выходил в стартовом составе и набирал в среднем за игру 5,6 очка и делал 6,7 подбора и 1,9 блок-шота. В феврале, из-за неопределенности останется ли их второй центровой Курт Томас в команде по окончании сезона и с оглядкой на почтительный возраст Мутомбо, «Никс», в результате большого обмена, получили из Атланты Назра Мохаммеда. В начале марта Дикембе получил травму и был вынужден пропустить 15 игр в концовке сезона, что позволило Мохаммеду закрепиться в стартовом составе «Никс». Вылечившись, в последних пяти играх сезона и в плей-офф Мутомбо выходил на площадку только на замену Назра.
8 августа 2004 года «Никс» совершили большой обмен с «Чикаго Буллз». По условиям сделки из Нью-Йорка в Чикаго перешли Отелла Харингтон, Цезари Трубански и Фрэнк Уилльямс, а из Чикаго в Нью-Йорк Джером Уилльямс и Джамал Кроуфорд. Первоначально «Никс» хотели обменять также Мучи Норриса, но чикагцы не были заинтересованы в нём и настояли, чтобы в обмен был включён Мутомбо. Желая получить молодого и перспективного разыгрывающего Кроуфорда, «Никс» согласились на сделку.

### Хьюстон Рокетс

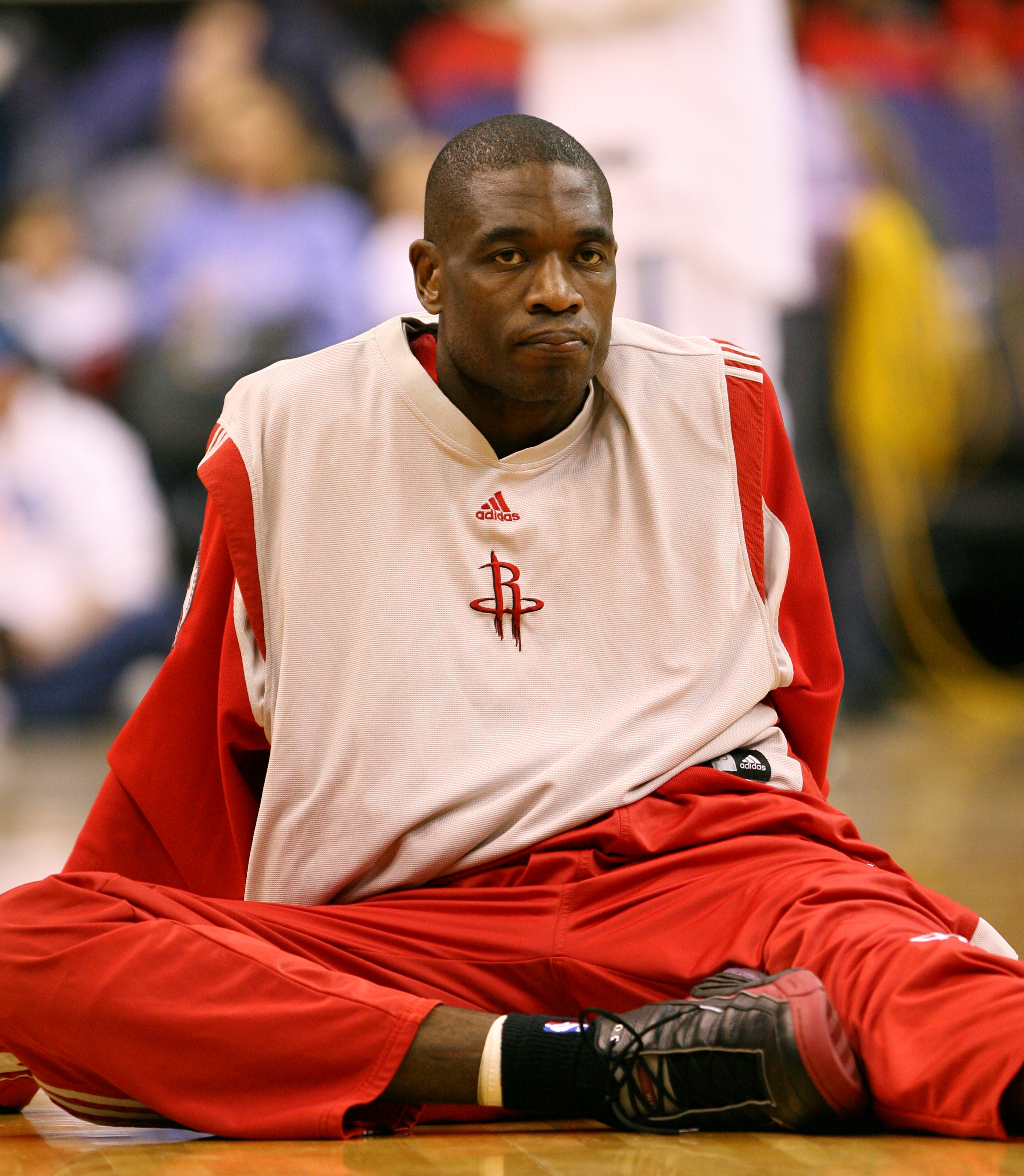
Дикембе Мутомбо в «Хьюстон Рокетс»

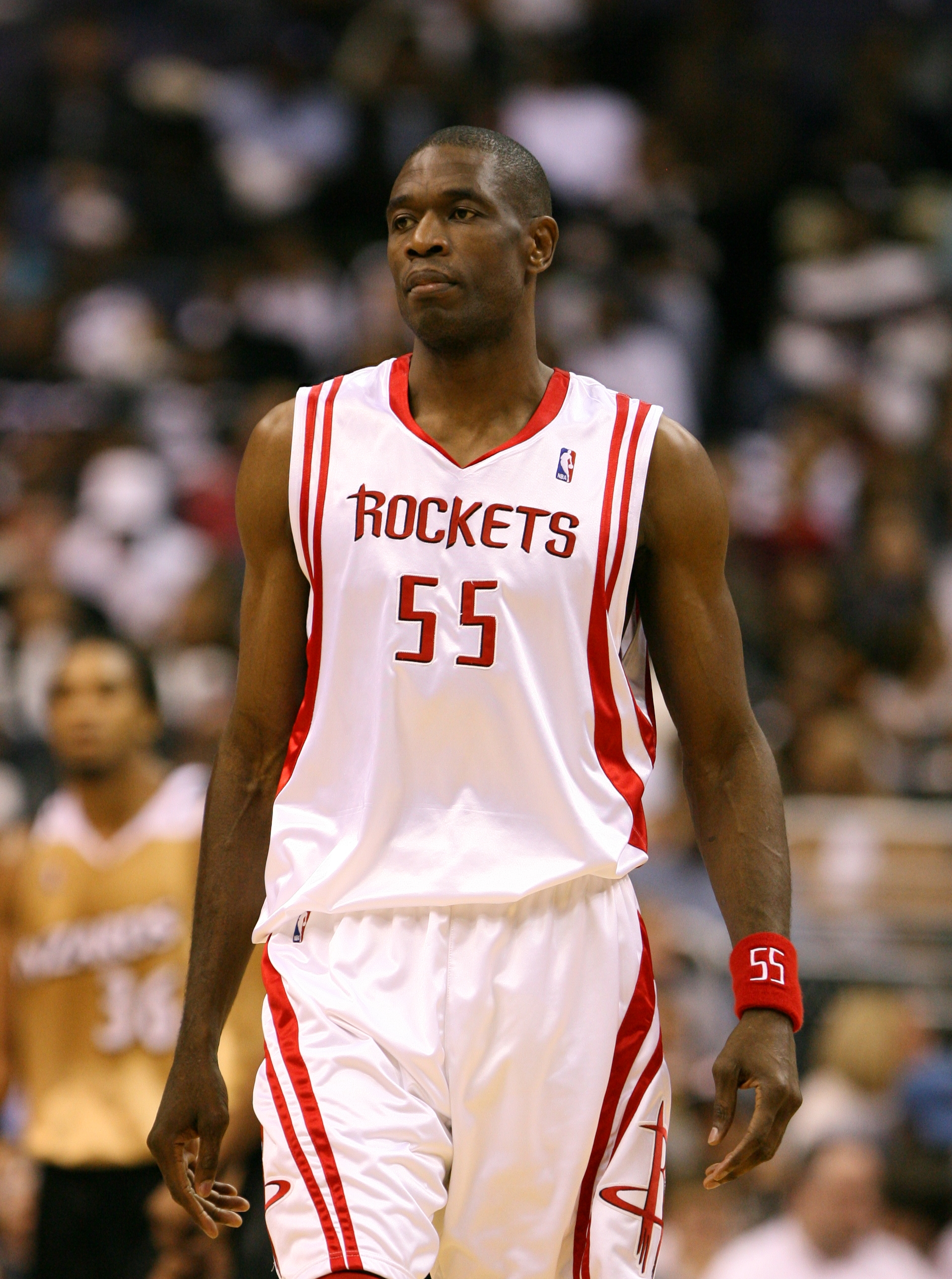
2006 год

Так и не сыграв в «Чикаго Буллз» ни одной игры, 8 сентября 2004 года Дикембе Мутомбо был обменян в «Хьюстон Рокетс» на Адриана Гриффина, Эрика Пиатковского и Майка Уилкса. Сам Мутомбо заявил, что для него было бы идеально играть в команде с таким центровым как Яо Мин. Руководство клуба также высказывало уверенность, что 38-летний Мутомбо сможет играть на высоком уровне, несмотря на свой возраст. По окончании контракта Мутомбо собирался завершить свою карьеру.
В «Хьюстоне» Мутомбо в основном играл в качестве замены Яо Мина. В своем первом сезоне в «Рокетс» он сыграл 80 из 82 игр в сезоне, набирая в среднем 4 очка, делая 5,3 подбора и 1,3 блок-шота за 15 минут игрового времени. «Рокетс» закончили сезон с результатом 51—31 и вышли в плей-офф, где проиграли «Даллас Маверикс» в первом раунде. Благодаря 10 подборам и 4 блок-шотам Мутомбо «Рокетс» сумели одержать победу в шестой игре и перевести серию в седьмую. Мутомбо стал одним из самых любимых игроков у болельщиков уже после первого сезона в Хьюстоне.
26 августа 2005 года клуб продлил контракт с 39-летним ветераном. На пресс-конференции руководство клуба заявило, что Дикембе зарекомендовал себя как один из лучших шестых игроков лиги, а также отметило его как наставника и учителя Яо Мина. В одной из предсезонных игр один из болельщиков «Орландо Мэджик» начал выкрикивать расистские высказывания в адрес Дикембе, за что был выведен с арены, а его сезонный абонемент аннулирован. Позже он написал Мутомбо письмо с извинениями и обещанием выслать денег на благотворительность. В сезонах 2005/06 и 2006/07 Мутомбо продолжал выходить на замену, проводя на площадке около 15 минут за игру и набирая около 3 очков, делая 5-6 подборов и 1 блок-шот.
В сезоне 2007/08 Мутомбо заменил в стартовом составе травмированного Яо Мина. В среднем за игру он набирал по 3 очка и делал 5,1 подбора и 1,3 блок-шота. Но несмотря на небольшие статистические показатели, своим присутствием под кольцом конголезец прибавлял уверенности своим товарищам по команде, и «Рокетс» по ходу сезона смогли выиграть 20 игр подряд. Дополнительное игровое время позволило ему увеличить количество сделанных блок-шотов. 10 января 2008 года в игре против «Лос-Анджелес Лейкерс» Мутомбо сделал 5 блок-шотов и обогнал Карим Абдул-Джаббара по количеству сделанных блок-шотов за карьеру. В настоящее время Мутомбо занимает второе место по количеству сделанных блок-шотов, уступая только Хакиму Оладжьювону. 2 марта 2007 года, в игре против «Денвер Наггетс» 41-летний Мутомбо сделал 22 подбора, таким образом став самым возрастным игроком в НБА, сделавшим 20 или более подборов за игру.
Пропустив первую половину сезона, 31 декабря 2008 года Мутомбо подписал контракт с «Рокетс» на оставшуюся часть сезона 2008/09. Кроме хьюстонцев конголезцем интересовались также «Бостон Селтикс» и «Сан-Антонио Спёрс», но, во многом благодаря уговорам Трэйси Макгреди и Яо Мина, он решил остаться в «Рокетс», хотя в других командах ему предлагали большие деньги. В первой игре плей-офф против «Портленд Трэйл Блэйзерс» за 19 минут, проведённых на площадке, Мутомбо сделал 9 подборов и 2 блок-шота и помог команде одержать победу. Во второй четверти 2-й игры Мутомбо неудачно приземлился на левую ногу после столкновения с центровым Портленда Грегом Оденом. В результате падения он порвал сухожилия четырёхглавой мышцы левого бедра и был унесён с площадки на носилках. После игры он сказал, что это станет концом его карьеры. 23 апреля 2009 года, после 18 сезонов в НБА, Дикембе Мутомбо объявил о завершении карьеры. Перед началом третьей игры плей-офф все присутствовавшие на трибунах «Тойота-центра» стоя аплодировали конголезцу, вышедшему на костылях.

### Характеристика игрока
218-сантиметровый и 118-килограммовый Мутомбо играл на позиции центрового и считается одним из лучших блок-шотеров и защитников в истории НБА. Комбинация роста и мощности и длинные руки позволили ему четыре раза завоёвывать титул лучшего оборонительного игрока НБА. Такого успеха кроме него смогли добиться только Бен Уоллес и Руди Гобер. Мутомбо в среднем делал по 2,8 блок-шота и 10,3 подбора за игру. Он занимает второе место за всю историю по количеству сделанных блок-шотов за игру, уступая по этому показателю только Хакиму Оладжьювону, а по количеству сделанных за карьеру подборов занимает 21 место. Мутомбо также результативно играл и в нападении, до своего 35-летия набирая более 10 очков за матч.
Мутомбо стал известным благодаря своему поведению на площадке. После успешного блок-шота он дразнил соперника, назидательно покачивая указательным пальцем. Позже руководство НБА стало назначать технический фол за исполнение этого жеста, считая его неспортивным поведением. Поэтому после удачного блок-шота Дикембе стал показывать этот жест зрителям, что не запрещалось правилами. Он очень активно работал локтями в подборе, из-за чего травмировал многих игроков, включая Майкла Джордана, Денниса Родмана, Чарльза Окли, Патрика Юинга, Яо Мина, Леброна Джеймса и Трэйси Макгрэди. Его бывший партнёр по команде Яо Мин однажды пошутил: «Я должен попросить тренера, чтобы он отстранил Дикембе от тренировок, потому что если он ударит кого-то — это будет его товарищ по команде. Во время игры шанс, по крайней мере, 50/50». Кроме своего жеста он стал известен благодаря фразе:

Человек не может летать в Доме Мутомбо.
Оригинальный текст (англ.)The man cannot fly in the House of Mutombo.

## Личная жизнь
В 1994 году Мутомбо был помолвлен со студенткой медицинского отделения Стэнфордского университета Мишель Робертс, пара собиралась пожениться, но за день до свадьбы Робертс отказалась подписать свадебный контракт и церемония бракосочетания, на которую Мутомбо потратил 250 000 долларов, была отменена. Дикембе женился в 1996 году. У него и его жены Роуз родилось трое детей: Кэрри Бьямба Вамутомбо (англ. Carrie Biamba Wamutumbo) в 1998 году, Жан Жак Дикембе Мутумбо Мпломбо младший (англ. Jean Jacques Dikembe Mutumbo Mplombo Jr) в феврале 2001 года и третий сын в 2004 году. Супруги усыновили ещё четверых детей — племянников и племянниц Роуз, которые остались сиротами после смерти родителей.
Благодаря своему происхождению и образованию Мутомбо разговаривает на английском, французском, испанском, португальском, луба, лингала и ещё на трёх африканских языках.
Мутомбо два раза встречался с Нельсоном Манделой. Первый раз это произошло в 1992 году, а второй раз в 2005 году в рамках программы «Баскетбол без границ».
В марте 2006 года Мутомбо получил американское гражданство. По его словам, гражданство должно помочь ему собирать деньги на строительство больницы и упростить получение государственной поддержки. В 2008 году он впервые принял участие в голосовании на президентских выборах.
В 2008 году Мутомбо по приглашению Яо Мина приехал в Китай на летние Олимпийские игры в Пекине. Там он подписал контракт с китайским производителем кроссовок Peak. По условиям договора компания будет производить кроссовки с номером «55» и эмблемой, изображающей его фирменный жест — поднятый указательный палец. Мутомбо надеется, что когда-нибудь каждый африканец сможет позволить себе купить кроссовки за 15-20 долларов. Когда журналисты встретили Дикембе на тренировке в этих кроссовках, он пошутил, что производителям надо сделать для него обувь большего размера.
Умер 30 сентября 2024 года от рака головного мозга, диагностированного в 2022 году.

## Благотворительность
В 1997 году Мутомбо основал в Демократической Республике Конго Фонд Дикембе Мутомбо (англ. Dikembe Mutombo Foundation). Целью фонда является улучшение условий жизни в его родной стране. За свою благотворительную деятельность Мутомбо дважды получал Приз имени Дж. Уолтера Кеннеди в 2001 и 2009 годах (став первым, кто дважды получил его). За его деятельность журнал Sporting News в 1999 и 2000 годах называл Мутомбо одним из «Хороших парней в спорте» (англ. «Good Guys in Sports»). В 1999 году он был выбран одним из двадцати победителей President’s Service Awards, высшей награды государства для волонтёров. Мутомбо — активный участник программы НБА «Баскетбол без границ», в рамках которой звёзды НБА проводят турне и создают баскетбольные лагеря для детей в разных странах, в том числе и в его родной Африке. В 2009 году он занял только что созданную должность посла НБА. Он оплатил расходы на форму и поездку заирской женской баскетбольной команды на летние Олимпийские игры 1996 года в Атланте. Мутомбо является делегатом международного агентства CARE, а также первым молодёжным эмиссаром Программы развития ООН. Он входит в Попечительский совет музея, посвященного Конституции США — Национального Конституционного центра в Филадельфии.
В 2007 году за его заслуги Дикембе Мутомбо был приглашён на Обращение «О положении страны» президента США Джорджа Буша, в которой президент отметил: «мы с гордостью называем его сыном Конго и гражданином США». Президент США Барак Обама в День Мартина Лютера Кинга 2010 года высоко оценил Мутомбо за его вклад в здравоохранение и образование в ДР Конго. В этот же день он получил награду John Thompson Jr. Legacy of a Dream Award.

### Больница имени Бьямба Мари Мутомбо

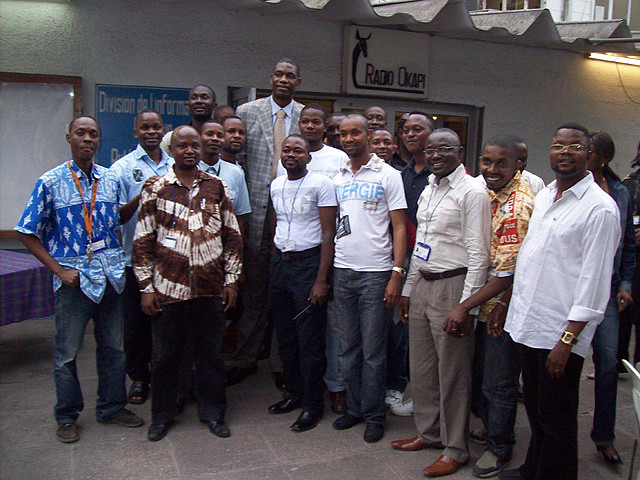
Мутомбо во время посещения Radio Okapi

В 1997 году Мутомбо и Фонд Дикембе Мутомбо запланировали строительство больницы на 300 мест стоимостью 29 млн долларов на окраине его родного города — столицы ДР Конго Киншасы. В 2001 году состоялась церемония закладки первого камня. В этот день в Америке прошла серия террористических актов, из-за чего Мутомбо вместе с делегацией из США пришлось задержаться на 10 дней в Киншасе, так как все авиарейсы были отменены. Строительство больницы началось только в 2004 году. Задержка была связана с трудностями в сборе пожертвований на строительство, хотя сам Мутомбо внёс 3,5 млн долларов. Правительство Конго также всячески мешало строительству. Начала появляться информация, что спортсмен отмывает деньги и будет использовать землю не по назначению. Некоторые также считали, что строительство больницы есть не что иное, как политически мотивированный ход. Это привело к возникновению ряда проблем. Земля, где должна была строиться больница, чуть не отошла обратно государству, потому что не использовалась. Для сохранения земли Мутомбо пришлось платить беженцам, чтобы они начали возделывать её. Из-за обесценивания доллара стоимость строительства поднялась с 14 млн до 29 млн долларов. Мутомбо вложил ещё 15 млн долларов в строительство больницы. Его партнёры по команде пожертвовали 500 000 долларов, а владелец «Хьюстон Рокетс» — 700 000. Чтобы построить больницу, Дикембе заручился поддержкой бывших президентов США Джимми Картера, Джорджа Буша, Билла Клинтона, британского премьер-министра Тони Блэра, генерального секретаря ООН Кофи Анана, сенаторов Барака Обамы и Фрэнка Вульфа, а также многих звезд эстрады, таких как Боно, Дэнни Гловер и Jay-Z. 2 сентября 2006 года новая больница была открыта; она была названа в честь матери Дикембе Бьямбы Мари Мутомбо, которая умерла в 1997 году, не сумев добраться до больницы из-за беспорядков на улицах.
Строительство больницы было первой задачей фонда Дикембе Мутомбо. В дальнейшем планируется строительство школы и баскетбольной арены.

## Статистика

### Статистика в НБА
| Сезон                                                                                    | Команда     | Регулярный сезон | Регулярный сезон | Регулярный сезон | Регулярный сезон | Регулярный сезон | Регулярный сезон | Регулярный сезон | Регулярный сезон | Регулярный сезон | Регулярный сезон | Регулярный сезон | Серия плей-офф | Серия плей-офф | Серия плей-офф | Серия плей-офф | Серия плей-офф | Серия плей-офф | Серия плей-офф | Серия плей-офф | Серия плей-офф | Серия плей-офф | Серия плей-офф |
| Сезон                                                                                    | Команда     | GP               | GS               | MPG              | FG%              | 3P%              | FT%              | RPG              | APG              | SPG              | BPG              | PPG              | GP             | GS             | MPG            | FG%            | 3P%            | FT%            | RPG            | APG            | SPG            | BPG            | PPG            |
| ---------------------------------------------------------------------------------------- | ----------- | ---------------- | ---------------- | ---------------- | ---------------- | ---------------- | ---------------- | ---------------- | ---------------- | ---------------- | ---------------- | ---------------- | -------------- | -------------- | -------------- | -------------- | -------------- | -------------- | -------------- | -------------- | -------------- | -------------- | -------------- |
| 1991/92                                                                                  | Денвер      | 71               | 71               | 38,3             | 49,3             | -                | 64,2             | 12,3             | 2,2              | 0,6              | 3,0              | 16,6             | Не участвовал  | Не участвовал  | Не участвовал  | Не участвовал  | Не участвовал  | Не участвовал  | Не участвовал  | Не участвовал  | Не участвовал  | Не участвовал  | Не участвовал  |
| 1992/93                                                                                  | Денвер      | 82               | 82               | 36,9             | 51,0             | -                | 68,1             | 13,0             | 1,8              | 0,5              | 3,5              | 13,8             | Не участвовал  | Не участвовал  | Не участвовал  | Не участвовал  | Не участвовал  | Не участвовал  | Не участвовал  | Не участвовал  | Не участвовал  | Не участвовал  | Не участвовал  |
| 1993/94                                                                                  | Денвер      | 82               | 82               | 34,8             | 56,9             | 0,0              | 58,3             | 11,8             | 1,5              | 0,7              | 4,1              | 12,0             | 12             | 12             | 42,6           | 46,3           | -              | 60,2           | 12,0           | 1,8            | 0,7            | 5,8            | 13,3           |
| 1994/95                                                                                  | Денвер      | 82               | 82               | 37,8             | 55,6             | -                | 65,4             | 12,5             | 1,4              | 0,5              | 3,9              | 11,5             | 3              | 3              | 28,0           | 60,0           | -              | 66,7           | 6,3            | 0,3            | 0,0            | 2,3            | 6,0            |
| 1995/96                                                                                  | Денвер      | 74               | 74               | 36,7             | 49,9             | 0,0              | 69,5             | 11,8             | 1,5              | 0,5              | 4,5              | 11,0             | Не участвовал  | Не участвовал  | Не участвовал  | Не участвовал  | Не участвовал  | Не участвовал  | Не участвовал  | Не участвовал  | Не участвовал  | Не участвовал  | Не участвовал  |
| 1996/97                                                                                  | Атланта     | 80               | 80               | 37,2             | 52,7             | -                | 70,5             | 11,6             | 1,4              | 0,6              | 3,3              | 13,3             | 10             | 10             | 41,5           | 62,8           | -              | 71,9           | 12,3           | 1,3            | 0,1            | 2,6            | 15,4           |
| 1997/98                                                                                  | Атланта     | 82               | 82               | 35,6             | 53,7             | -                | 67,0             | 11,4             | 1,0              | 0,4              | 3,4              | 13,4             | 4              | 4              | 34,0           | 45,8           | -              | 62,5           | 12,8           | 0,3            | 0,3            | 2,3            | 8,0            |
| 1998/99                                                                                  | Атланта     | 50               | 50               | 36,6             | 51,2             | -                | 68,4             | 12,2             | 1,1              | 0,3              | 2,9              | 10,8             | 9              | 9              | 42,2           | 56,3           | -              | 70,2           | 13,9           | 1,2            | 0,6            | 2,6            | 12,6           |
| 1999/00                                                                                  | Атланта     | 82               | 82               | 36,4             | 56,2             | -                | 70,8             | 14,1             | 1,3              | 0,3              | 3,3              | 11,5             | Не участвовал  | Не участвовал  | Не участвовал  | Не участвовал  | Не участвовал  | Не участвовал  | Не участвовал  | Не участвовал  | Не участвовал  | Не участвовал  | Не участвовал  |
| 2000/01                                                                                  | Атланта     | 49               | 49               | 35,0             | 47,7             | -                | 69,5             | 14,1             | 1,1              | 0,4              | 2,8              | 9,1              | Не участвовал  | Не участвовал  | Не участвовал  | Не участвовал  | Не участвовал  | Не участвовал  | Не участвовал  | Не участвовал  | Не участвовал  | Не участвовал  | Не участвовал  |
| 2000/01                                                                                  | Филадельфия | 26               | 26               | 33,7             | 49,5             | -                | 75,9             | 12,4             | 0,8              | 0,3              | 2,5              | 11,7             | 23             | 23             | 42,7           | 49,0           | 0,0            | 75,7           | 13,7           | 0,7            | 0,7            | 3,1            | 13,9           |
| 2001/02                                                                                  | Филадельфия | 80               | 79               | 36,3             | 50,1             | -                | 76,4             | 10,8             | 1,0              | 0,4              | 2,4              | 11,5             | 5              | 5              | 34,6           | 45,2           | -              | 61,5           | 10,6           | 0,6            | 0,4            | 1,8            | 8,8            |
| 2002/03                                                                                  | Нью-Джерси  | 24               | 16               | 21,4             | 37,4             | -                | 72,7             | 6,4              | 0,8              | 0,2              | 1,5              | 5,8              | 10             | 0              | 11,5           | 46,7           | -              | 100,0          | 2,7            | 0,6            | 0,3            | 0,9            | 1,8            |
| 2003/04                                                                                  | Нью-Йорк    | 65               | 56               | 23,0             | 47,8             | -                | 68,1             | 6,7              | 0,4              | 0,3              | 1,9              | 5,6              | 3              | 0              | 13,0           | 33,3           | -              | 100,0          | 3,3            | 0,0            | 0,3            | 1,3            | 2,3            |
| 2004/05                                                                                  | Хьюстон     | 80               | 2                | 15,2             | 49,8             | -                | 74,1             | 5,3              | 0,1              | 0,2              | 1,3              | 4,0              | 7              | 0              | 14,4           | 54,5           | -              | 76,9           | 5,0            | 0,3            | 0,3            | 1,0            | 3,1            |
| 2005/06                                                                                  | Хьюстон     | 64               | 23               | 14,9             | 52,6             | -                | 75,8             | 4,8              | 0,1              | 0,3              | 0,9              | 2,6              | Не участвовал  | Не участвовал  | Не участвовал  | Не участвовал  | Не участвовал  | Не участвовал  | Не участвовал  | Не участвовал  | Не участвовал  | Не участвовал  | Не участвовал  |
| 2006/07                                                                                  | Хьюстон     | 75               | 33               | 17,2             | 55,6             | -                | 69,0             | 6,5              | 0,2              | 0,3              | 1,0              | 3,1              | 7              | 0              | 5,8            | 100,0          | -              | 100,0          | 1,6            | 0,1            | 0,0            | 0,4            | 1,3            |
| 2007/08                                                                                  | Хьюстон     | 39               | 25               | 15,9             | 53,8             | -                | 71,1             | 5,1              | 0,1              | 0,3              | 1,2              | 3,0              | 6              | 6              | 20,6           | 61,5           | -              | 63,6           | 6,5            | 0,3            | 0,2            | 1,8            | 3,8            |
| 2008/09                                                                                  | Хьюстон     | 9                | 2                | 10,7             | 38,5             | -                | 66,7             | 3,7              | 0,0              | 0,0              | 1,2              | 1,8              | 2              | 0              | 9,9            | -              | -              | 0,0            | 4,5            | 0,0            | 0,5            | 1,0            | 0,0            |
|                                                                                          | Всего       | 1196             | 996              | 30,8             | 51,8             | 0,0              | 68,4             | 10,3             | 1,0              | 0,4              | 2,8              | 9,8              | 101            | 72             | 30,9           | 51,7           | 0,0            | 69,6           | 9,5            | 0,8            | 0,4            | 2,5            | 9,1            |
| Наведите курсор мыши на аббревиатуры в заголовке таблицы, чтобы прочесть их расшифровку. |             |                  |                  |                  |                  |                  |                  |                  |                  |                  |                  |                  |                |                |                |                |                |                |                |                |                |                |                |

### Статистика в колледже
| 1988/89 | Джорджтаун Хойяс | 33 | 11,3 | 3,9  | 0,707 |  | 0,479 | 3,3  | 0,2 | 1,9 | 2,3 | 0,3 | 0,9 |
| 1989/90 | Джорджтаун Хойяс | 31 | 25,7 | 10,7 | 0,709 |  | 0,598 | 10,5 | 0,6 | 2,6 | 4,1 | 0,4 | 2,0 |
| 1990/91 | Джорджтаун Хойяс | 32 | 24,1 | 15,2 | 0,586 |  | 0,703 | 12,2 | 1,6 | 2,8 | 4,7 | 0,6 | 2,3 |
| Наведите курсор мыши на аббревиатуры в заголовке таблицы, чтобы прочесть их расшифровку. Данные на 30 декабря 2010. |                  |    |      |      |       |  |       |      |     |     |     |     |     |

## Заработная плата
| Сезон   | Команда         | Зарплата, долл. |
| 1991/92 | Денвер Наггетс  | 2 005 000       |
| 1992/93 | Денвер Наггетс  | 2 400 000       |
| 1993/94 | Денвер Наггетс  | 3 000 000       |
| 1994/95 | Денвер Наггетс  | 3 100 000       |
| 1995/96 | Денвер Наггетс  | 3 250 000       |
| 1996/97 | Атланта Хокс    | 8 013 000       |
| 1997/98 | Атланта Хокс    | 9 615 187       |
| 1998/99 | Атланта Хокс    | 11 218 000      |
| 1999/00 | Атланта Хокс    | 12 820 249      |
| 2000/01 | Атланта Хокс    | 14 400 000      |
| 2001/02 | Филадельфия 76  | 14 315 790      |
| 2002/03 | Нью-Джерси Нетс | 16 105 264      |
| 2002/03 | Нью-Джерси Нетс | 16 105 264      |
| 2003/04 | Нью-Джерси Нетс | 13 626 624      |
| 2003/04 | Нью-Йорк Никс   | 4 087 667       |
| 2004/05 | Нью-Джерси Нетс | 14 989 285      |
| 2004/05 | Хьюстон Рокетс  | 4 496 434       |
| 2005/06 | Хьюстон Рокетс  | 2 000 000       |
| 2006/07 | Хьюстон Рокетс  | 2 210 000       |
| 2007/08 | Хьюстон Рокетс  | 1 219 590       |
| 2008/09 | Хьюстон Рокетс  | 794 491         |
| Всего   |                 | 143 666 581     |

## Награды и достижения

### Спортивные
по данным
- 4 раза становился лучшим оборонительным игроком НБА: 1995, 1997, 1998, 2001
- 8 раз участвовал в матче всех звёзд НБА: 1992, 1995, 1996, 1997, 1998, 2000, 2001, 2002
- 3 раза включался в сборную всех звёзд НБА:
вторая команда: 2001
третья команда: 1998, 2002
- 6 раз включался в сборную всех звёзд защиты:
первая команда: 1997, 1998, 2001
вторая команда: 1995, 1999, 2002
- включён в первую сборную новичков НБА: 1992
- 2 раза становился лидером регулярного чемпионата по среднему показателю подборов за игру: 2000 (14,1), 2001 (13,5)
- 4 раза становился лидером регулярного чемпионата по количеству сделанных подборов: 1995 (1029), 1997 (929), 1999 (610), 2000 (1157)
- лидер регулярного чемпионата по подборам в атаке: 2001 (307)
- 2 раза становился лидером регулярного чемпионата по подборам в защите: 1999 (418), 2000 (853)
- 3 раза становился лидером регулярного чемпионата по среднему показателю блок-шотов за игру: 1994 (4,1), 1995 (3,9), 1996 (4,5)
- 5 раз становился лидером регулярного чемпионата по количеству сделанных блок-шотов: 1994 (336), 1995 (321), 1996 (332), 1997 (264), 1998 (277)
- закончил карьеру со вторым показателем в истории НБА сделанных блок-шотов в карьере — 3256
- средние показатели за карьеру: 9,9 очка за игру, 10,4 подбора за игру, 2,7 блок-шота за игру
- «All Century Team» Университета Джоджтауна[83]

### Общественные
- «Хорошие парни в спорте» от Sporting News (1999, 2000)[84]
- President's Volunteer Service Award (1999)[85]
- Приз имени Дж. Уолтера Кеннеди (2001, 2009)[86]
- Назван «самым бескорыстным профессиональным спортсменом» FOXSports.com (2005)[87]
- National Civil Rights Museum Sports Legacy Award (2007)[87][88]
- Laureus Sport for Good Award (2010)[82]
- B.C. Forbes Peopling of America Award (2010)[85]
- Miracle Corners of the World award (2010)[85]
- Honorary Degree, Doctor of Humane Letters — университет Джорджтауна(2010)[83]
- John Thompson, Jr. Legacy of a Dream Award (2010)[83]
- Honorary Degree, Doctor of Humane Letters — SUNY/Cortland (2010)[89]
- World Economic Forum — Young Global Leader[85]
- Wilt Chamberlain Award — Operation Smile[85]
- NAACP Phoenix Award[85]
- The Henry Iba Citizen Athlete Award[85]
- Ernie Davis Humanitarian Award[85]
- The Samuel J. Halsey Award — университет Джорджтауна[85]
- Constituency for Africa’s Trailblazer Award[85]